# Montagnes Valdôtaines

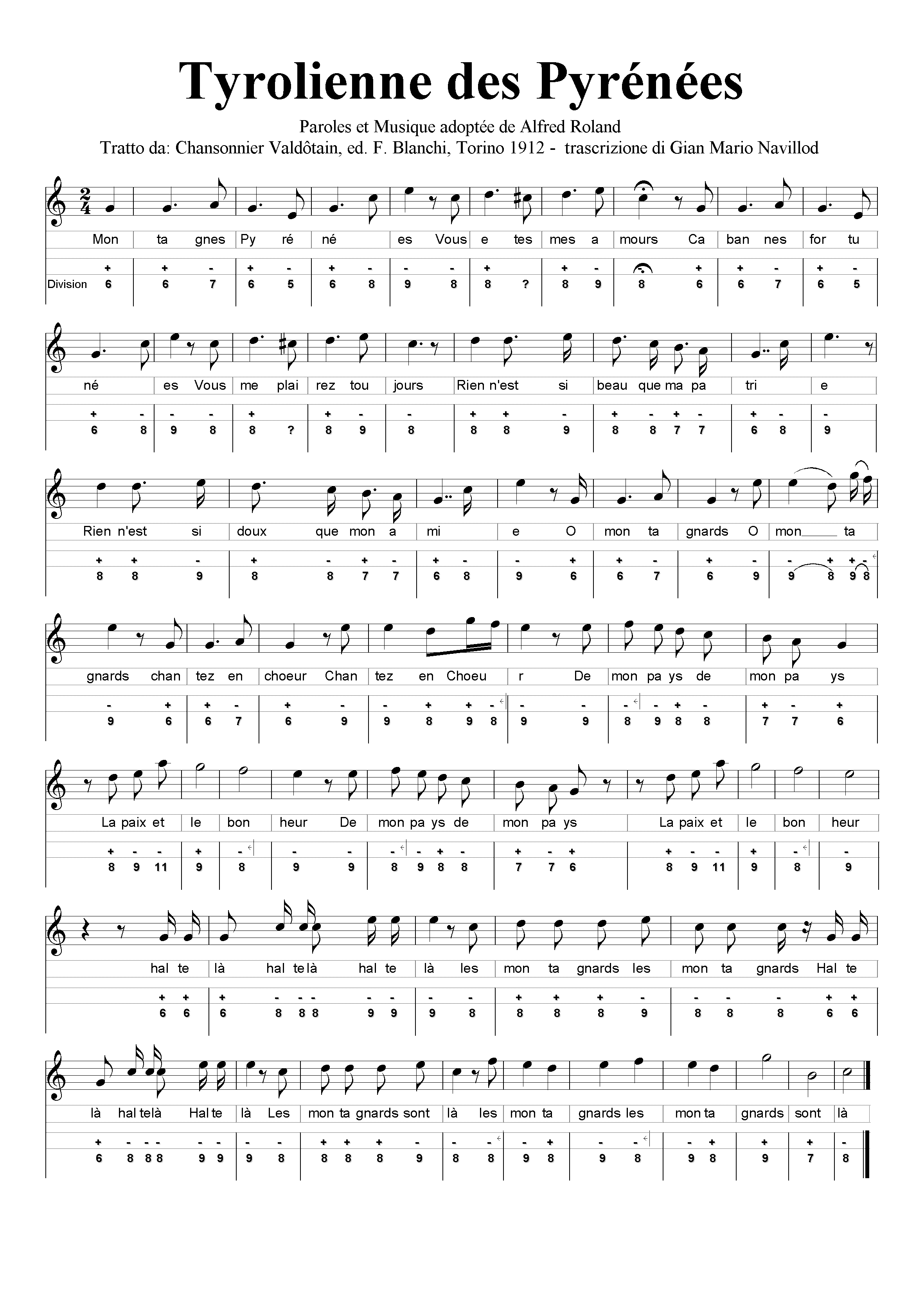
Partitur von Montagnes Valdôtaines

Montagnes Valdôtaines (dt. Berge des Aostatals) ist seit 2006 die offizielle Hymne der italienischen Autonomen Region Aostatal. Sie wurde von Alfred Roland komponiert. Ihr ursprünglicher Text bezog sich aber nicht auf das Aostatal, sondern auf die Pyrenäen. Sie hieß ursprünglich Montagnes Pyrénées (dt. Berge der Pyrenäen). Den Text passte der Dichter und Komponist Flaminie Porté an. Das Lied war im Aostatal schon vor der Ernennung zur Hymne sehr populär. Dies kommt daher, dass das Stück schon lange in der regionalen Nachrichtensendung La voix de la Vallée der öffentlichen Italienischen Rundfunkanstalt Rai verwendet worden war.

## Text
Montagnes valdôtaines

Vous êtes mes amours,

Hameaux, clochers, fontaines,

Vous me plairez toujours.

Rien n'est si beau que ma patrie,

Rien n'est si doux que mon amie.

Ô montagnards

Chantez en chœur de mon pays

La paix et le bonheur.

Haltelà, haltelà, haltelà

Les montagnards sont là.